# Living Culture Foundation Namibia
Die Living Culture Foundation Namibia (LCFN) ist eine deutsch-namibische gemeinnützige kulturelle Vereinigung mit Sitz in Tangermünde und Windhoek. Es handelt sich, nach Eigenaussage, um eine der größten kulturellen Vereinigungen in Namibia.
Die LCFN hast sich den Aufbau und die Unterstützung von kulturellen Projekten traditioneller Volksgruppen zum Ziel gesetzt. Hierbei handelt es sich um den Aufbau von Kulturnetzwerken, Kulturplattformen und die Organisation von kulturellen Bildungsreisen.

## Lebende Museen
Die Lebenden Museen (englisch Living Museums) stellen die wichtigste Initiative der LCFN dar. Die Museen dienen grundsätzlich der Bewahrung der traditionellen Kultur, Förderung eines interkulturellen Dialogs und der „Bekämpfung“ der Armut durch Einkünfte aus dem Tourismus. Die zugrunde liegenden Prinzipien sind Eigenentwicklung und Eigenverantwortung, Partizipation und Authentizität.
Zurzeit gibt es fünf Lebende Museen, in denen jeweils eine namibische Volksgruppe nach traditionellen Überlieferungen lebt.
- Juǀ'Hoansi und Jagdmuseum der Juǀ'Hoansi
- Mafwe
- Damara

Zudem befinden sich zwei Lebende Museen der Kavango und Khwe im Aufbau. Das der Nharo ist seit Ende 2010 geschlossen.